# Gran Premio de Honor Argentino
Il Gran Premio de Honor Argentino è stata una competizione calcistica disputata in Argentina a cadenza annuale tra le squadre nazionali di Argentina e Uruguay tra il 1908 e il 1920, per un totale di 10 edizioni.

## Storia
L'ideazione del torneo si deve a Rómulo Naón, ministro della Giustizia argentino, che istituì la competizione e stabilì il premio: 12 medaglie d'oro da destinarsi alla squadra vincitrice e all'arbitro. Tutte le edizioni dovevano tenersi a Buenos Aires. La manifestazione venne inaugurata il 4 ottobre 1908 a Buenos Aires; l'incontro si tenne al campo del Gimnasia y Esgrima, di fronte a 7.200 spettatori, e vide la vittoria dell'Uruguay per 1-0. Nel 1909 giunse il primo successo dell'Argentina, che il 10 ottobre superò gli avversari per 3-1. Gli uruguaiani tornarono alla vittoria nell'edizione del 1910, la prima a richiedere uno spareggio: dopo l'1-1 del 13 novembre, l'Uruguay s'impose per 6-2 il 27 novembre. Nel 1911 l'Argentina vinse per 2-0, con doppietta di Antonio Piaggio. Nel 1912 vi fu l'ultimo successo uruguaiano, ottenuto per 1-0 (autogol di Arturo Reparaz). Tutte le edizioni seguenti furono appannaggio della selezione argentina; la competizione s'interruppe tra il 1915 e il 1917, e tornò a essere disputata nel 1918. Il 19 ottobre 1919 l'Argentina sconfisse l'Uruguay per 6-1 (tripletta di Julio Libonatti e gol di Ernesto Celli, Nicolás Vivaldo e Jaime Chavín; l'unica rete uruguaiana fu di Arturo Fraga), registrando la vittoria con il più ampio margine di tutte le edizioni del Gran Premio de Honor Argentino.

## Edizioni
| Anno | Vincitore | Risultati                  |
| ---- | --------- | -------------------------- |
| 1908 | Uruguay   | Argentina-Uruguay 0-1      |
| 1909 | Argentina | Argentina-Uruguay 3-1      |
| 1910 | Uruguay   | Argentina-Uruguay 1-1; 2-6 |
| 1911 | Argentina | Argentina-Uruguay 2-0      |
| 1912 | Uruguay   | Argentina-Uruguay 0-1      |
| 1913 | Argentina | Argentina-Uruguay 2-0      |
| 1914 | Argentina | Argentina-Uruguay 2-1      |
| 1918 | Argentina | Argentina-Uruguay 0-0; 2-1 |
| 1919 | Argentina | Argentina-Uruguay 6-1      |
| 1920 | Argentina | Argentina-Uruguay 1-0      |

## Albo d'oro
- Argentina: 7 vittorie (1909, 1911, 1913, 1914, 1918, 1919, 1920)
- Uruguay: 3 vittorie (1908, 1910, 1912)